# Budaiivți, Bârzula
Budaiivți (în ucraineană Будаївці) este un sat în comuna Ocna din raionul Bârzula, regiunea Odesa, Ucraina.

## Demografie
Componența lingvistică a localității Budaiivți
     Ucraineană (84,29%)
     Română (12,86%)
     Rusă (2,86%)
Conform recensământului din 2001, majoritatea populației localității Budaiivți era vorbitoare de ucraineană (84,29%), existând în minoritate și vorbitori de română (12,86%) și rusă (2,86%).

## Vezi și
- Românii de la est de Nistru